# Telma Hopkins
Telma Louise Hopkins (n. 28 octombrie 1948, Louisville, Kentucky) este o cântăreață și actriță americană.

## Filmografie
- Bosom Buddies, în rolul lui Isabelle Hammond (1980–1982)
- Gimme a Break!, în rolul lui Adelaide "Addy" Wilson (1984–1987)
- Trancers, în rolul lui Engineer Ruth Raines (1985)
- Family Matters, în rolul lui Rachel Crawford (1989–1993, recurring later)
- Trancers II, în rolul lui Engineer Ruth Raines (1991)
- Trancers III, în rolul lui Councilor Ruth Raines (1992)
- Getting By, în rolul lui Dolores Dixon (1993–1994)
- The Wood (1999), în rolul lu Slim's Mother
- The Nanny, în rolul lu Lila Baker (Episodul: "Fran's Roots") (1997)
- Any Day Now, în rolul lu Judge Wilma Evers (2001)
- Half & Half, în rolul lui Phyllis Thorne (2002–2006)
- A New Kind of Family, în rolul lu Jess Ashton (1979-1980)
- The Hughleys, în rolul lu Paulette Williams (Recurring Role)
- Psych, în rolul lui Phyllis Gaffney (2008)
- The Love Guru (2008), în rolul lui Lillian Roanoke
- ER, în rolul lui Carlene (Episodul:  "Think Warm Thoughts")
- Are We There Yet?, în rolul lui Marilyn Persons (2010–prezent)
- Lab Rats, în rolul lui Grandma Dooley (2012)
- Partners, în rolul lui Ruth Jackson (2014, regular)